# 刘树生 (1926年)

刘树生（1926年9月—2014年3月13日），河北孟村人，回族。中华人民共和国政治人物。
1944年8月，参加河北沧县县中队担任战士、通讯员。后在县青救会、县回民协会、中共山东省渤海区委政研室、回民协会任职。1949年10月，任中央民族事务委员会科员、中央访问团副组长。1951年，供职于云南民族学院。1953年1月，任中共云南省委边疆工作委员会处长、中共澜沧拉祜族自治县县委书记。1960年8月，任中共云南省思茅地委委员、思茅地委副书记。“文革”中受到冲击。1973年，任云南维尼纶厂党的核心小组副组长。1975年5月，任云南省大理白族自治州革委会副主任、自治州委副书记、书记。1981年8月，升任中共云南省委副书记。1988年5月，任云南省政协主席。2000年10月离休。2008年，任云南省关心下一代工作委员会名誉主任。
2014年3月13日在昆明去世，葬于昆明园园山回民公墓。